# Cantá
Cantá è un comune del Brasile nello Stato di Roraima, parte della mesoregione del Norte de Roraima e della microregione del Nordeste de Roraima.